# 쇼핑센터

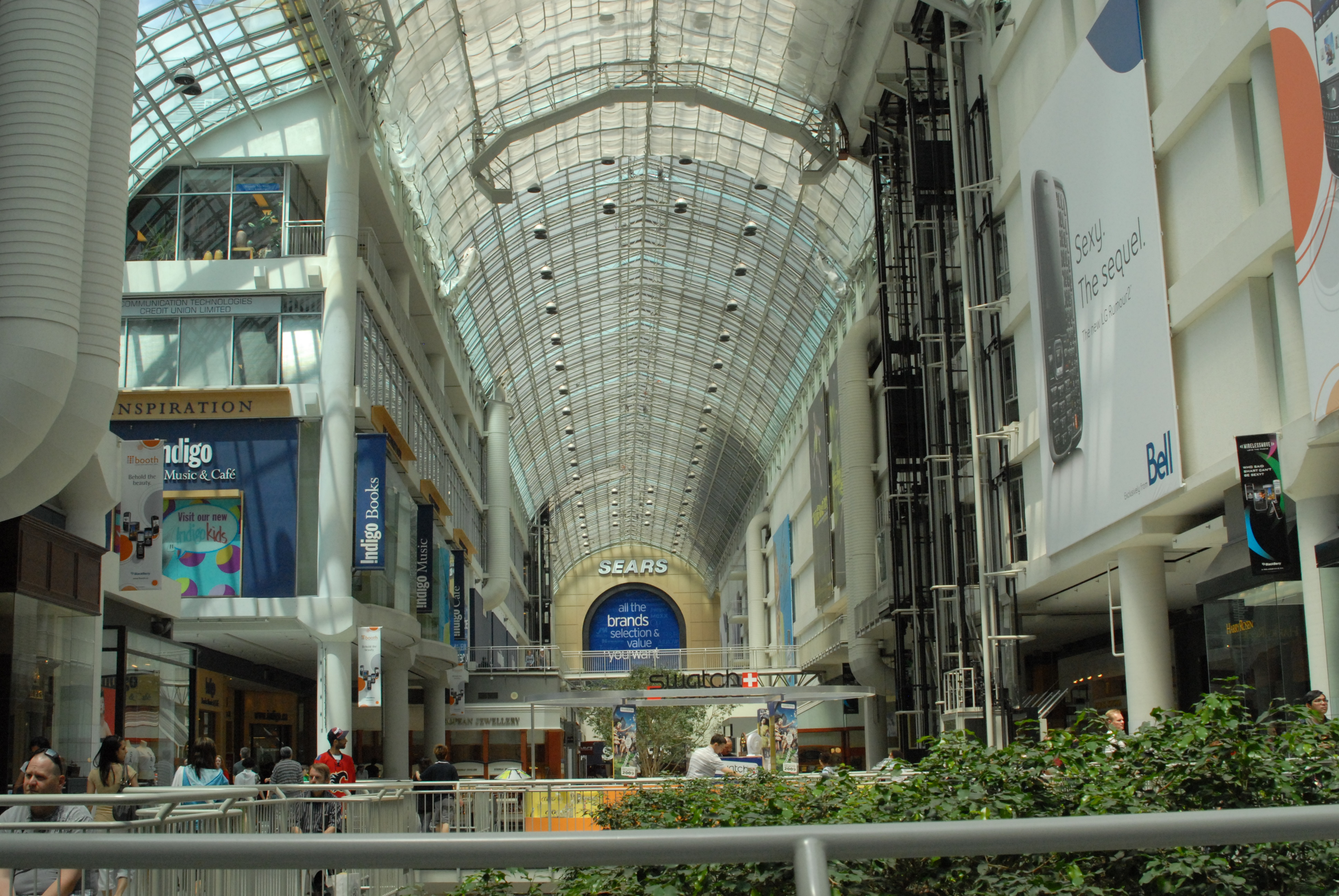
캐나다 온타리오주 토론토에 있는 토론토 이튼 센터의 내부는 201,320 평방 미터(2,167,000 평방 피트)201320 sqm 초지역 쇼핑몰이다.

쇼핑 센터(영어: shopping center, 영국 영어: shopping centre) 또는 쇼핑 몰(미국 영어: shopping mall)은 여러 가지 물건을 종합적으로 파는 장소이다. 미국에서는 "몰(mall)"로 줄여도 부른다. 종종 백화점이나 편의점, 면세점 등도 쇼핑 센터에 포함된다고 할 수 있다.

## 개요
교통이 편리한 지점에 쇼핑을 하기에 편리하도록 일용품 기타 상품을 파는 큰 시장이 출현했는데, 이를 쇼핑 센터라고 한다. 이는 주택이 도심을 벗어난 교외에 많아졌기 때문에 주민들의 편의를 도모하기 위한 필요에 의해 생겨난 것이다. 미국에서는 넓은 주차장에 드라이브인에서 차를 탄 채 들어가는 곳도 있다.

## 같이 보기
- 대한민국의 쇼핑 센터 목록